# Кэннон, Ник
Ни́колас Скотт Кэ́ннон (англ. Nicholas Scott Cannon; род. 8 октября 1980; Сан-Диего, Калифорния) — американский актёр, комик, рэпер.

## Биография
Ник Кэннон родился 8 октября 1980 года в городе Сан-Диего, Калифорния в семье Бет Гарднер (род. 1959) и Джеймса Кэннона (1954—2010). Будучи ребёнком, он проводил время то с матерью и бабушкой в Сан-Диего, то с отцом в Шарлотте.

## Карьера
Начал выступать в возрасте восьми лет, а в одиннадцать получил место в отцовской кабельной программе в жанре стендап. Будучи тинейджером он переехал в Голливуд, где он выступал со стендапом в таких комедийных клубах как The Improv, The Laugh Factory и The Comedy Store.
Свою карьеру он начал с телесериала «Всякая всячина», транслируемого на телеканале Nickelodeon. Затем был ведущим шоу The Nick Cannon Show, Wild 'N Out, America's Got Talent. Кэннон снялся в фильмах «Барабанная дробь» (2002), «Любовь ничего не стоит» (2003), «Роллеры» (2005). В 2003 году он выпустил свой дебютный рэп-альбом, в который вошёл сингл Gigolo, исполняемый совместно с R&B вокалистом R. Kelly. В 2006 году записал синглы Dime Piece и My Wife для запланированного альбома Stages, который так и не был выпущен.
В 2009 году основал мультимедийную компанию Ncredible Entertainment.
В 2014 году как режиссёр и сценарист поставил фильм «Школьные танцы».

## Личная жизнь
Ник Кэннон — отец десятерых детей.
С 30 апреля 2008 года по 2 ноября 2016 года Ник был женат на певице Мэрайе Кэри. У бывших супругов есть двойняшки — сын Мароккан Скотт Кэннон и дочь Монро Кэннон (род. 30.04.2011).
Ник состоял в отношениях с моделью Бриттани Белл. У пары трое детей — сыновья Голден Сэгон Кэннон (род. 21.02.2017) и Райз Мессайя Кэннон (род. 23.09.2022) и дочь Пауэрфул Куин Кэннон (род. декабрь 2020).
14 июня 2021 года у Кэннона и Эбби Де Ла Росы родились двойняшки — два мальчика, которых назвали Зайон Миксолидиан Кэннон и Зиллион Хейр «Зилли» Кэннон.
23 июня 2021 года у Кэннона и Алиссы Скотт родился сын, которого назвали Зен Скотт Кэннон. 5 декабря 2021 года стало известно, что ребёнок умер от опухоли мозга. 14 декабря 2022 года у них родилась дочь Хало Мари Кэннон.
28 июня 2022 года у Кэннона и модели Бре Тиеси родился сын, которого назвали Леджендари Лав «Ледженд» Кэннон.
14 сентября 2022 года у Кэннона и модели ЛаНиши Коул родилась дочь Оникс Айс Коул Кэннон.
11 ноября 2022 года родился Бьютифул Цеппелин Кэннон.
4 января 2012 года Ник Кэннон был госпитализирован в Аспене с диагнозом «почечная недостаточность».

## Фильмография
| Год       |    | Русское название              | Оригинальное название                | Роль                       |
| --------- | -- | ----------------------------- | ------------------------------------ | -------------------------- |
| 1998      | с  | —                             | Sports Theater with Shaquille O’Neal | Клэй Джексон               |
| 1998—1999 | с  | Кинан и Кел                   | Kenan & Kel                          | н/д                        |
| 1998—2004 | с  | Всякая всячина                | All That                             | разные персонажи           |
| 2000      | с  | Паркеры                       | The Parkers                          | Гарланд                    |
| 2000      | ф  | Любой ценой                   | Whatever It Takes                    | парень из шахматного клуба |
| 2001      | с  | Таина                         | Taina                                | Алекс                      |
| 2002      | с  | Шоу Ника Кэннона              | The Nick Cannon Show                 | Ник                        |
| 2002      | ф  | Люди в чёрном 2               | Men in Black II                      | агент ЛВЧ по вскрытию      |
| 2002      | ф  | Барабанная дробь              | Drumline                             | Девон Майлз                |
| 2003      | ф  | Любовь ничего не стоит        | Love Don’t Cost a Thing              | Элвин Джонсон              |
| 2004      | ф  | Гарфилд                       | Garfield: The Movie                  | Луис                       |
| 2004      | ф  | Давайте потанцуем             | Shall We Dance?                      | Скотт                      |
| 2005      | ф  | Новичок                       | Underclassman                        | Трейси «Тре» Стоукс        |
| 2005      | ф  | Роллеры                       | Roll Bounce                          | Бернард                    |
| 2006      | мф | Приключения Братца Кролика    | The Adventures of Brer Rabbit        | Братец Кролик              |
| 2006      | ф  | Крупная ставка                | Even Money                           | Годфри Сноу                |
| 2006      | мф | Дом-монстр                    | Monster House                        | офицер Лестер              |
| 2006      | ф  | Бобби                         | Bobby                                | Дуэйн                      |
| 2007      | ф  | Оружие                        | Weapons                              | Реджи                      |
| 2007      | ф  | Гол 2: Жизнь как мечта        | Goal II: Living the Dream            | Ти Джей Харпер             |
| 2008      | ф  | Американский сын              | American Son                         | Майк                       |
| 2008      | в  | День мертвецов                | Day of the Dead                      | Салазар                    |
| 2008      | ф  | Играть по-честному            | Ball Don’t Lie                       | Мико                       |
| 2009      | ф  | Комната смерти                | The Killing Room                     | Пол Броди                  |
| 2010      | тф | Отличный день для школьниц    | A Very School Gyrls Holla-Day        | Робби Боттомс              |
| 2011      | с  | Всю ночь напролёт             | Up All Night                         | Кэлвин                     |
| 2012      | с  | Студия 30                     | 30 Rock                              | в роли самого себя         |
| 2013      | мс | Гриффины                      | Family Guy                           | в роли самого себя         |
| 2014      | тф | Барабанная дробь 2: Новый бит | Drumline: A New Beat                 | Девон Майлс                |
| 2014—2015 | с  | Бруклин 9-9                   | Brooklyn Nine-Nine                   | Маркус                     |
| 2015      | с  | —                             | Football U                           | тренер Пибоу               |
| 2015      | ф  | Чирак                         | Chi-Raq                              | Димитрий «Чирак» Дюпри     |
| 2016      | ф  | Король дэнсхолла              | King of the Dancehall                | Тарзан Брикстон            |
| 2017      | с  | —                             | TeenNick Top 10                      | н/д                        |
| 2018      | с  | —                             | Behind the Bar                       | в роли самого себя         |
| 2018—2019 | с  | —                             | Jamall & Gerald                      | дядя Джар                  |
| 2019      | ф  | Берсерк                       | Berserk                              | Раффи                      |
| 2020      | ф  | Баскетболистка                | She Ball                             | Эйвери Уоттс               |
| 2021      | ф  | Ограбление по-джентльменски   | The Misfits                          | Ринго                      |
| 2021      | ф  | Чудеса на 125-й улице         | Miracles Across 125th Street         |                            |

## Дискография

### Студийные альбомы
| Год  | Детали альбома                                                       | Рейтинговая позиция | Рейтинговая позиция | Сертификация (продажи)   |
| Год  | Детали альбома                                                       | US                  | US R&B              | Сертификация (продажи)   |
| ---- | -------------------------------------------------------------------- | ------------------- | ------------------- | ------------------------ |
| 2003 | Nick Cannon - Дата реализации: 9 декабря, 2003 - Лейбл: Jive Records | 83                  | 15                  | - Продажи в США: 275,000 |

### Синглы
| Год  | Сингл                                        | Рейтинговая позиция | Рейтинговая позиция | Рейтинговая позиция | Альбом             |
| Год  | Сингл                                        | US Hot 100          | US R&B              | US Rap              | Альбом             |
| ---- | -------------------------------------------- | ------------------- | ------------------- | ------------------- | ------------------ |
| 2003 | «Your Pops Don’t Like Me»                    | —                   | —                   | —                   | Ник Кэннон         |
| 2003 | «Feelin' Freaky» (совместно с B2K)           | 92                  | 46                  | —                   | Ник Кэннон         |
| 2003 | «Gigolo» (совместно с R. Kelly)              | 24                  | 21                  | 9                   | Ник Кэннон         |
| 2005 | «Can I Live?» (совместно с Anthony Hamilton) | —                   | 85                  | —                   | Stages (невыпущен) |
| 2006 | «Dime Piece» (совместно с Izzy)              | —                   | 70                  | —                   | Stages (невыпущен) |

## Награды и номинации
| Награда                        | Год  | Категория                                            | Название работы        | Результат |
| ------------------------------ | ---- | ---------------------------------------------------- | ---------------------- | --------- |
| Teen Choice Awards             | 2003 | Мужской прорыв года                                  | Барабанная дробь       | Номинация |
| Teen Choice Awards             | 2003 | Лучший актёр драмы/экшна                             | Барабанная дробь       | Номинация |
| Teen Choice Awards             | 2004 | Лучшее взаимодействие (совместно с Кристиной Милиан) | Любовь ничего не стоит | Номинация |
| Teen Choice Awards             | 2004 | Лучший поцелуй (совместно с Кристиной Милиан)        | Любовь ничего не стоит | Номинация |
| Teen Choice Awards             | 2004 | Лучший лжец                                          | Любовь ничего не стоит | Номинация |
| Teen Choice Awards             | 2006 | Лучшая ТВ-персона                                    | Wild ’N Out            | Номинация |
| Teen Choice Awards             | 2007 | Лучшая ТВ-персона                                    | Wild ’N Out            | Номинация |
| Teen Choice Awards             | 2010 | Лучшая ТВ-персона                                    | н/д                    | Номинация |
| Teen Choice Awards             | 2012 | Лучшая ТВ-персона                                    | America’s Got Talent   | Номинация |
| Teen Choice Awards             | 2013 | Лучшая ТВ-персона                                    | America’s Got Talent   | Номинация |
| Teen Choice Awards             | 2014 | Лучшая ТВ-персона                                    | America’s Got Talent   | Номинация |
| MTV Movie & TV Awards          | 2003 | Лучший поцелуй (совместно с Зои Салдана)             | Барабанная дробь       | Номинация |
| MTV Movie & TV Awards          | 2003 | Лучший прорыв года                                   | Барабанная дробь       | Номинация |
| Голливудский кинофестиваль     | 2006 | Лучший актёрский ансамбль года                       | Бобби                  | Победа    |
| Премия Гильдии киноактёров США | 2007 | Лучший актёрский состав в игровом кино               | Бобби                  | Номинация |
| Каннский кинофестиваль         | 2007 | Актёр-дебютант года                                  | н/д                    | Победа    |